# Pancur Ido
Pancur Ido is een bestuurslaag in het regentschap Langkat van de provincie Noord-Sumatra, Indonesië. Pancur Ido telt 1344 inwoners (volkstelling 2010).